# Lepidobotryaceae
Lepidobotryaceae J.Léonard, 1950 è una famiglia di piante floreali dell'ordine Celastrales.

## Descrizione
La famiglia comprende specie dioiche. Le foglie sono alternate e disposte su due file lungo il fusto. La forma è ellittica e il margine è intero. Le foglie sembrano semplici, ma sono effettivamente unifoliate. Una foglia unifoliata è un tipo di foglia composta che consiste di una singola foglietta installata alla fine di un rachide. Nel punto di attacco della foglietta al rachide si trova una giunzione. Nelle Lepidobotryaceae, questa giunzione reca una stipola singola e allungata e un paio di piccole stipole si trova nel punto dove il petiolo si attacca al fusto. Poco dopo che le foglie sono spuntate, le tre stipole cadono.
I fiori sono prodotti in piccole infiorescenze opposte alle foglie. Si presentano piccoli e verdastri, con 5 sepali e 5 petali. Sepali e petali sono simili per dimensioni e aspetto, liberi l'uno dall'altro o uniti in maniera molto stretta alla base. Nel germoglio floreale, i sepali sono disposti in quinconce, cioè due sono interni, due sono esterni e uno ha un margine esposto e l'altro coperto.
Il disco nettarino è carnoso in Lepidobotrys, ma esteso in un tubo in Ruptiliocarpon.
Gli stami sono raggruppati in due spirali da cinque, una spirale opposta ai sepali e l'altra opposta ai petali. Quelli nella spirale più esterna, opposti ai sepali, sono più lunghi. I filamenti sono fusi alla base, per un breve tratto in Lepidobotrys, ma che formano un'estensione del nettario tubulare in Ruptiliocarpon. Il polline è prodotto in quattro teche su ciascuna antera. Gli stigma sono allungati e sembrano falsi stili, noti come stylodia.
L'ovario è situato all'interno del fiore, invece di esser posto sotto. Possiede due o tre loculi, con due ovuli per loculo. Gli ovuli sono collegati alla partizione che separa i loculi, in prossimità della sommità.
Il frutto è una capsula con uno o, raramente, due semi. I semi sono neri e in parte rivestiti con un arillo arancione.

## Distribuzione e habitat
La famiglia è presente nelle regioni tropicali dell'America Meridionale e nell'Africa equatoriale.

## Tassonomia
Nel 2000, un'analisi del DNA delle eudicotiledoni basata sul gene rbcL ha dimostrato che le famiglie Lepidobotryaceae, Parnassiaceae e Celastraceae formano un clade fortemente supportato. Gli autori di questo studio raccomandavano che queste tre famiglie fossero tutte assegnate all'ordine Celastrales. Questo risultato fu fortemente supportato anche da studi successivi.
Alla famiglia sono assegnati solo due generi, entrambi monospecifici:
- Lepidobotrys Engl.
- Ruptiliocarpon Hammel & N.Zamora, 1993

In precedenza il genere Lepidobotrys era stato assegnato alle famiglie Linaceae and Oxalidaceae, famiglie che ora sono rispettivamente assegnate agli ordini Malpighiales e Oxalidales. Questi ordini sono strettamente correlati all'ordine Celastrales. Gli ordini Celastrales, Oxalidales e Malpighiales formano un gruppo noto con il nome di clade COM.